# 鷺宮製作所ウィングス
鷺宮製作所ウィングス（SAGINOMIYA Wings）は、バスケットボール日本リーグに参加していた女子バスケットボールチームである。母体は鷺宮製作所。埼玉県所沢市を本拠地とした。

## 歴史
- 1971年創部。
- 1989年、全日本実業団で優勝し、日本リーグ2部昇格。
- 1992年、日本リーグ1部昇格も、1年で2部降格。
- 1997年、日本リーグ2部からも降格。
- 2001年、全日本実業団選手権で優勝。2004年も優勝を果たす。
- 2005年2月の全日本実業団選手権を最後に廃部[1]。

## 主な歴代所属選手
- 杉山仁美
- 山崎愛
- 天野美穂子